# GOOD Music
GOOD (Getting Out Our Dreams) Music is een Amerikaans platenlabel, in 2004 opgericht door rapper Kanye West. Het label heeft zeven gouden albums uitgebracht. 

## Artiesten

### Huidige artiesten
| Artiest         | Jaar van tekenen | Uitgaven op het label |
| --------------- | ---------------- | --------------------- |
| John Legend     | 2004             | 5                     |
| Malik Yusef     | 2005             | 1                     |
| Big Sean        | 2007             | 2                     |
| CyHi the Prynce | 2010             | —                     |
| Mos Def         | 2010             | —                     |
| Pusha T         | 2011             | 2                     |
| D'banj          | 2011             | 1                     |
| Q-Tip           | 2012             | —                     |
| Teyana Taylor   | 2012             | 1                     |
| Ryan McDermott  | 2012             | —                     |
| Desiigner       | 2016             | —                     |
| Tyga            | 2016             |                       |
| Migos           | 2016             |                       |

### Voormalige artiesten
| Artiest       | Jaar van tekenen | Uitgaven op het label |
| ------------- | ---------------- | --------------------- |
| Sa-Ra         | 2005–2007        | —                     |
| Really Doe    | 2004–2008        | —                     |
| GLC           | 2004–2010        | —                     |
| Tony Williams | 2004–2010        | —                     |
| Common        | 2004–2010        | 3                     |
| Consequence   | 2004–2011        | 1                     |
| Kid Cudi      | 2008–2013        | 3                     |
| Mr Hudson     | 2008–2013        | 1                     |

## Very G.O.O.D. Beats
Very G.O.O.D. Beats is een sublabel van GOOD Music. Het fungeert als een groep van muziekproducenten binnen het label, die ook onder contract staan bij de moederonderneming. Ze voorzien de artiesten op GOOD Music veelvuldig van een coproductie op hun albums. 

### Huidige producenten
- Don Jazzy
- Evian Christ
- Hudson Mohawke
- Jeff Bhasker
- Kanye West
- Lifted
- No I.D.
- Q-Tip
- S1
- Travi$ Scott
- 88-Keys

### Voormalig producenten
- Devo Springsteen
- Keezo Kane
- Hit-Boy